# Živa Remic
Živa Remic, slovenska atletinja, * 23. avgust 2009
Remičeva je atletinja, ki tekmuje v teku na 300, 400, 600, 800 in 1000 metrov. V letu 2024 je s časom 1:28.98 na teku na 600 metrov postavila najboljši čas sezone v svetovni konkurenci žensk do 20 let starosti. Istega leta je postavila državna rekorda v kategorijah pionirk in mlajših mladink v teku na 800 in 1000 metrov ter državni rekord v kategoriji pionirk v teku na 300 metrov.
S strani Atletske zveze Slovenije je prejela priznanje Naj pionirka leta 2024. Na olimpijskem festivalu evropske mladine 2025 v Skopju je za Slovenijo osvojila zlato medaljo v teku na 400 metrov. Ob tem je postavila tako osebni kot državni rekord v kategoriji starejših in mlajših mladink.

## Začetki kariere
Svojo tekaško nadarjenost je kazala z zmagami na osnovnošolskih krosih. Atletiko je začela trenirati v četrtem razredu osnovne šole v domačem Grosupljem, dve leti kasneje pa je postala članica Atletskega kluba Olimpija, kjer trenira pod vodstvom Gregorja Grada.
Njeni paradni disciplini v pionirski kategoriji sta bili tek na 600 in 800 metrov, občasno pa se udeležuje tudi gorskih tekov.
Leta 2024 je tekmovalno sezono sklenila kot slovenska rekorderka v svoji starostni kategoriji v tekih na 300, 400, 600, 800 in 1000 metrov. Istega leta je napovedala, da je njen največji cilj za prihodnost udeležba na olimpijskih igrah.

## Dosežki

### Osebni rekordi
| Razdalja    | Čas     | Prizorišče                 | Datum              | Opomba                                                                   |
| ----------- | ------- | -------------------------- | ------------------ | ------------------------------------------------------------------------ |
| 300 metrov  | 39.02   | Ptuj, Slovenija            | 15. september 2024 | Državni rekord v kategoriji pionirk                                      |
| 400 metrov  | 52.21   | Skopje, Severna Makedonija | 22. julij 2025     | Državni rekord v kategoriji starejših in mlajših mladink                 |
| 600 metrov  | 1:28.98 | Zagreb, Hrvaška            | 28. september 2024 | Najboljši rezultat na svetu v letu 2024 v starostni kategoriji do 20 let |
| 800 metrov  | 2:01.76 | Tampere, Finska            | 10. avgust 2025    | Drugo mesto na evropskem prvenstvu do 20 let                             |
| 1000 metrov | 2:47.10 | Ptuj, Slovenija            | 14. september 2024 | Državni rekord v kategoriji mlajših mladink                              |

### Državni rekordi
Remičeva je lastnica 11 državnih rekordov v mlajših starostnih kategorijah.
V kategoriji pionirk U16 je postavila aktualne rekorde v teku na 300 m, 400 m, 600 m, 800 m, 1000 m in 1000 m KT.
V kategoriji mlajših mladink si lastni rekordne znamke v teku na 400 m, 600 m, 800 m in 1000 m.
V kategoriji starejših mladink je lastnica slovenskega rekorda v teku na 400 m.

### Mednarodni dosežki
V letu 2025 je osvojila zlato medaljo na evropskem festivalu evropske mladine v Skopju v teku na 400 metrov ter srebrno medaljo na evropskem prvenstvu do 20 let v Tamperah v teku na 800 metrov.

## Zasebno
Mediji in njen trener jo opisujejo kot prizemljeno, skromno in predano športu.
Obiskovala je OŠ Brinje, šolanje pa nadaljuje na ljubljanski Gimnaziji Bežigrad.
Ima starejšega brata.
Med svoje vzornice šteje Keely Hodgkinson in Jolando Čeplak.
Večino prostega časa preživi na treningih, preostanek pa med druženjem s prijateljicami ter na sprehodih s psom.